# Tomba del capbussador
La tomba del Capbussador (en italià: tomba del Tuffatore) és un objecte de l'art funerari de la Magna Grècia, provinent de l'àrea arqueològica de Paestum.

## Descripció
Es tracta d'un tomba de caixa, constituïda per cinc lloses calcàries de travertí local que, en el moment de la descoberta, estaven acuradament engalzades i massillades. El paviment de la caixa estava fet del mateix basament rocós sobre el qual fou bastida la tomba.

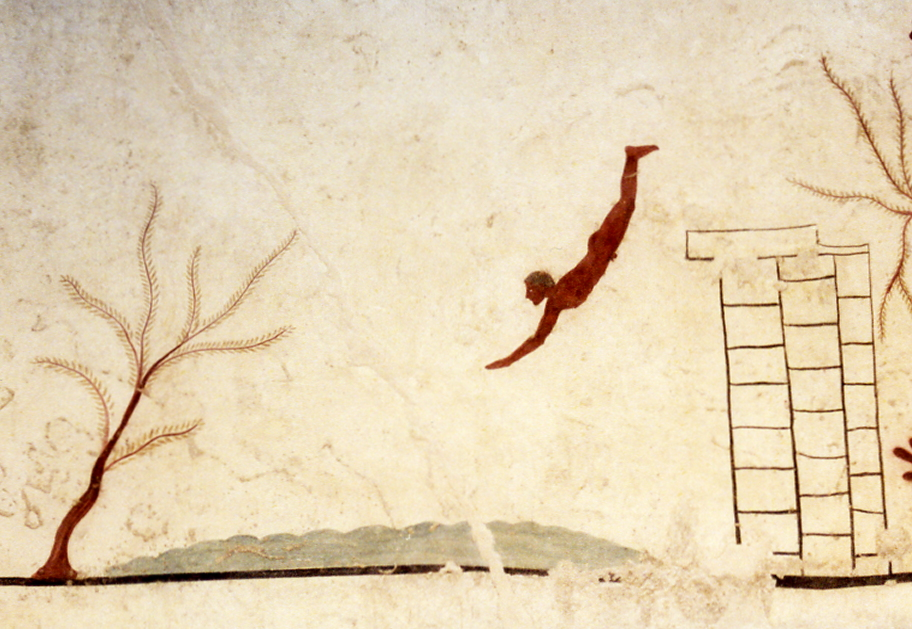
Detall de la pintura de la part interior de la llosa superior de la tomba, mostrant un home que es capbussa en unes aigües amb onades

L'excepcionalitat de la descoberta rau en el fet que les parets de l'artefacte i, el que és encara més insòlit, fins i tot la llosa de cobertura, estan totalment enguixades i decorades amb pintura mural de tema figuratiu, realitzada amb la tècnica del fresc. Això fa que constitueixin «l'únic exemple de pintura grega amb escenes figuratives datades en els períodes orientalitzant, arcaic o clàssic que han pervingut de manera completa. Entre els milers de tombes gregues conegudes d'aquest període (aproximadament entre el 700-400 aC), aquesta és l'única decorada amb frescos de subjectes humans».
L'aixovar funerari trobat dins de la sepultura estava constituït per un únic lècit (lekythos) àtic amb figures negres, una lira (lyra) i dos aríbals d'alabastre per a ungüents. Per bé que poques restes de l'esquelet estaven conservades, la sepultura s'atribueix generalment a un jove.

## El descobriment
La tomba del Capbussador la va descobrir Mario Napoli el 3 juny del 1968, a menys de dos quilòmetres a sud de Paestum, en una localitat anomenada Tempa del Prete. Fou exhumada en el curs de campanyes d'excavació organitzades en l'àmbit de les Convencions sobre la Magna Grècia de Tàrent i dirigides a esbrinar les interaccions existents entre els mons culturals de Grècia i Etrúria (i, indirectament, de la naixent Roma), que, precisament a l'entorn de l'àrea pestana, hi tenien la zona liminar.

## Datació
Els objectes de l'aixovar funerari, en particular el lècit àtic, conjuntament amb consideracions estilístiques, han permès una clara datació en el decenni comprès entre el 480 i el 470 aC. La tomba descoberta se situa, doncs, en l'època àuria de l'art pestana, en un context polític i social que havia vist, menys de vint anys abans, l'edificació del temple d'Atena (impròpiament anomenat «de Ceres») i hauria portat, en el lapse de dos o tres decennis, al sorgiment del més complet exemple de l'arquitectura de Paestum, el cèlebre temple de Neptú.

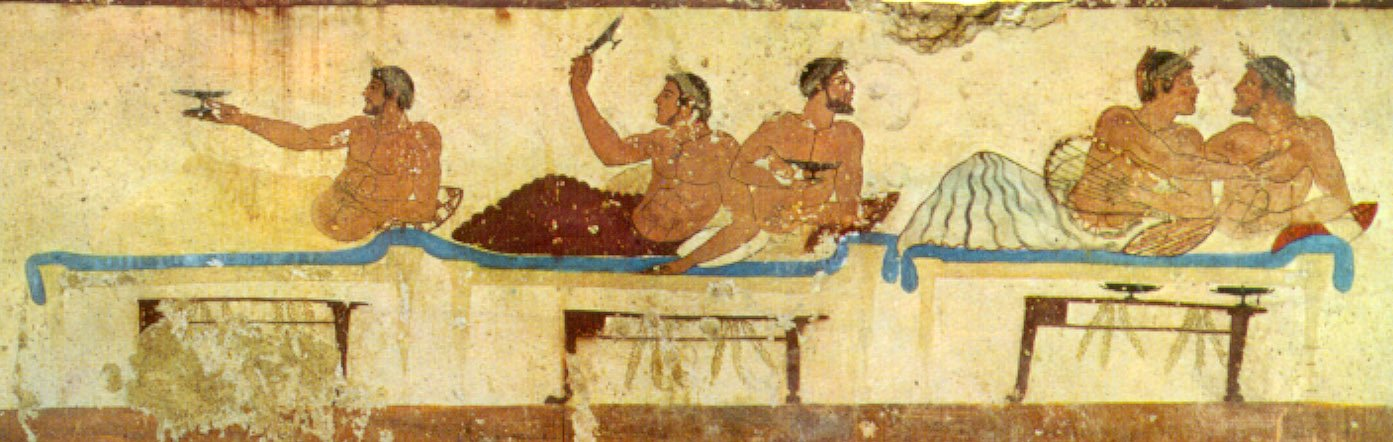
Paret nord: Escena de Simpòsium

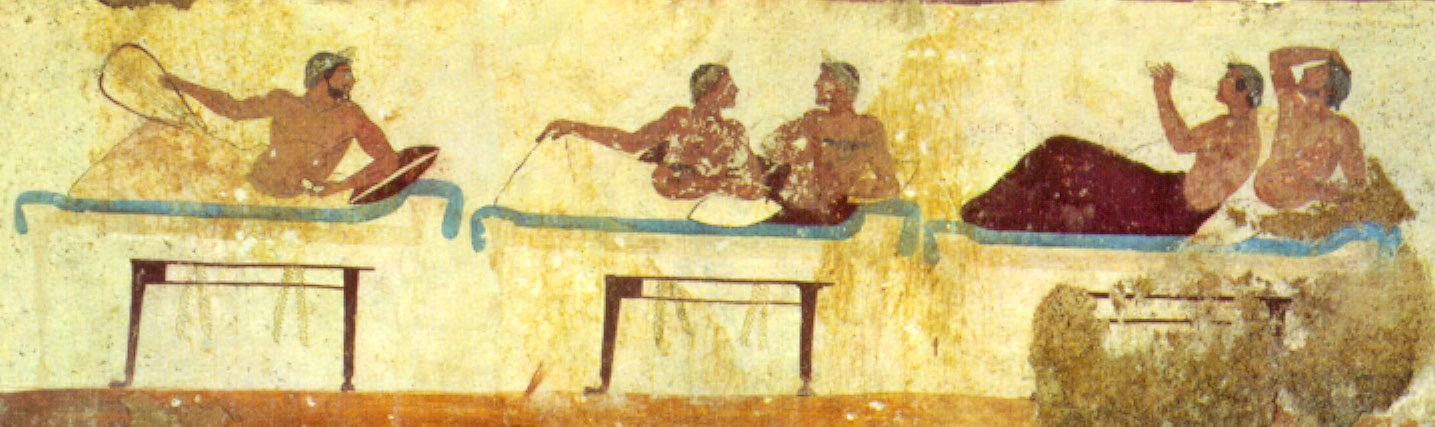
Paret sud

## La influència etrusca
Tot el context iconogràfic és anòmal en una artefacte d'entorn magnegrec.
L'ús de figuracions en les sepultures era, de fet, típic d'Etrúria i, en canvi, substancialment desconegut a la Magna Grècia, on les tombes eren, a tot estirar, decorades amb estil cal·ligràfic.
També l'associació entre temes de l'ultramon i contextos convivials denota una influència artística i cultual provinent del món etrusc, i facilita un testimoni de la profunditat i la reciprocitat dels intercanvis culturals i artístics entre les dues civilitzacions en ambdues ribes del Sele.
D'altra banda, cal ressaltar com aquesta tomba mostra notables diferències amb les imatges artístiques de l'art etrusc. Només cal comparar, per exemple, l'atmosfera suspesa de l'escena del cabussador, en un context estilitzat i faulesc, amb l'atmosfera característica de les pintures funeràries estrusques, com la tomba de la Caça i de la Pesca de Tarquínia.

## Bibliografia

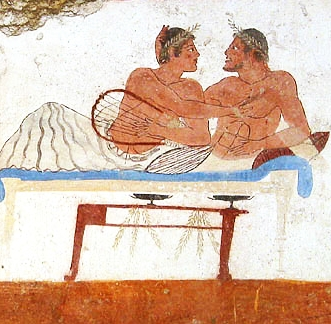
Una eromenos amb el seu erastes durant un simposi